# Cầu Non Nước
Cầu Non Nước là cây cầu trên tuyến quốc lộ 10, cầu bắc qua sông Đáy nối giữa phường Hoa Lư  và xã Ý Yên của tỉnh Ninh Bình. Đây là cây cầu bê tông đầu tiên kết nối giữa hai bờ hạ lưu sông Đáy trên suốt chiều dài 92 km thay cho bến phà Non Nước cũ.
Gần cầu Non Nước khoảng 400m có một cây cầu đường sắt, được gọi là cầu Ninh Bình. Cầu có hành lang cho người đi xe thô sơ và đi bộ, từ khi khánh thành cầu Non Nước mới dành cho đường ô tô và xe gắn máy thì cầu này có nhiều tên gọi khác (cầu Non Nước cũ, cầu Ninh Bình, cầu Non Nước sắt...). Xa hơn 8 km về phía hạ lưu sông Đáy là cầu Nam Bình trên tuyến đường cao tốc Bắc Nam.
Cầu Non Nước và cầu Ninh Bình cùng nằm ngay gần 2 bên chân núi Non Nước, một di tích gắn với cuộc đời và sự nghiệp của danh sĩ Trương Hán Siêu thời Trần và anh hùng Lương Văn Tụy trong kháng chiến chống Pháp. Từ trên cầu có thể ngắm hòn núi đẹp như một hòn non bộ tự nhiên duyên dáng soi mình xuống ngã ba sông Vân vào sông Đáy.

## Hình ảnh
|  |  |  |  |  |  |